# August Heinrich (Maler)

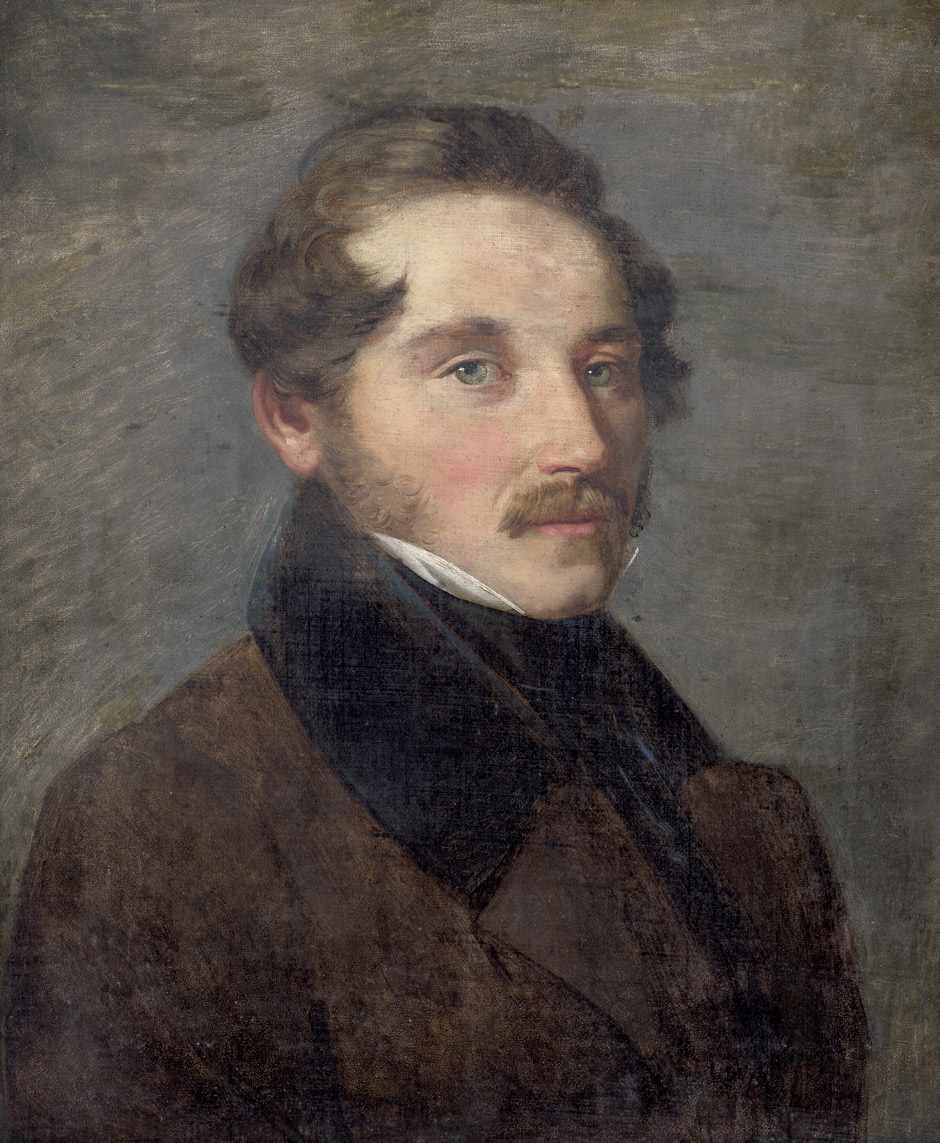
August Heinrich (anonymes Porträt, vor 1822)

Johann August Heinrich (* 17. August 1794 in Dresden; † 27. September 1822 in Innsbruck) war ein deutscher Maler.

## Leben
Heinrich war Sohn eines Dresdner Schneidermeisters. Er ging 1810 an die Kunstakademie Dresden, wo er bei Christian August Lindner im Zeichnen unterrichtet wurde. Heinrich ging 1812 an die Akademie der bildenden Künste Wien. Dort machte er die Bekanntschaft u. a. von Julius Schnorr von Carolsfeld. Im Jahre 1818 kehrte er wieder nach Dresden zurück und schloss sich Caspar David Friedrich und Johan Christian Clausen Dahl an und wurde ihr Schüler. In Wien gefertigte Zeichnungen stellte er in den folgenden Jahren an der Dresdner Akademie aus. Mit einem nachträglich gewährtem königlich-sächsischen Stipendium ging er zusammen mit Ernst Ferdinand Oehme nach Salzburg. Mit nur 28 Jahren starb er verarmt in Innsbruck an der Lungenschwindsucht. Eigentlich sollte sein Weg nach Italien gehen, das damals viele deutsche Künstler anzug.
In Dresden im Kupferstichkabinett Dresden, in Weimar und Oslo sind die meisten Zeichnungen Heinrichs in den Sammlungen zu finden. Einzelnes gibt es in München, in der Graphischen Sammlung der Albertina Wien, das Kupferstichkabinett Berlin u. a. Meistens sind es Landschaftsdarstellungen des von ihm Gesehenen. Nach Anke Fröhlich, die ihre Dissertation über die sächsische Landschaftsmalerei in der zweiten Hälfte des 18. Jahrhunderts schrieb, gehört Heinrich in die dritte Generation sächsischer Landschaftsmaler.

## Werke
Heinrich war als Schüler von Caspar David Friedrich als Maler und Zeichner ein Romantiker, der zu großen Hoffnungen Anlass gab. In seinen Werken ist aber auch das Vorbild von Johan Christian Clausen Dahl zu erkennen. Heinrich befasste sich vornehmlich mit der Landschaftsmalerei.
- Am Waldesrand (Dresden, Gemäldegalerie Neuer Meister, Inv. Nr. 2663), 1819/20, Öl auf Leinwand auf Pappe, 21 × 26 cm
- Felsenschlucht im Uttewalder Grund in der Sächsischen Schweiz (Wien, Österreichische Galerie), 1820, Öl auf Leinwand
- Vorgebirge des Watzmann (Oslo, Nationalgalerie), 1820, Aquarell, 32,5 × 41,3 cm

Die Gemälde
- Blick gegen den Kahlenberg von Grinzing aus
- Blick gegen die Donau von Grinzing aus

waren 2015 im Wiener Belvedere zum Thema Wiener Kongress 1814/1815 ausgestellt, wurden Anfang Juli 2018 aus Privatbesitz gestohlen und noch im selben Monat bei einem Händler entdeckt, jeweils in Wien.

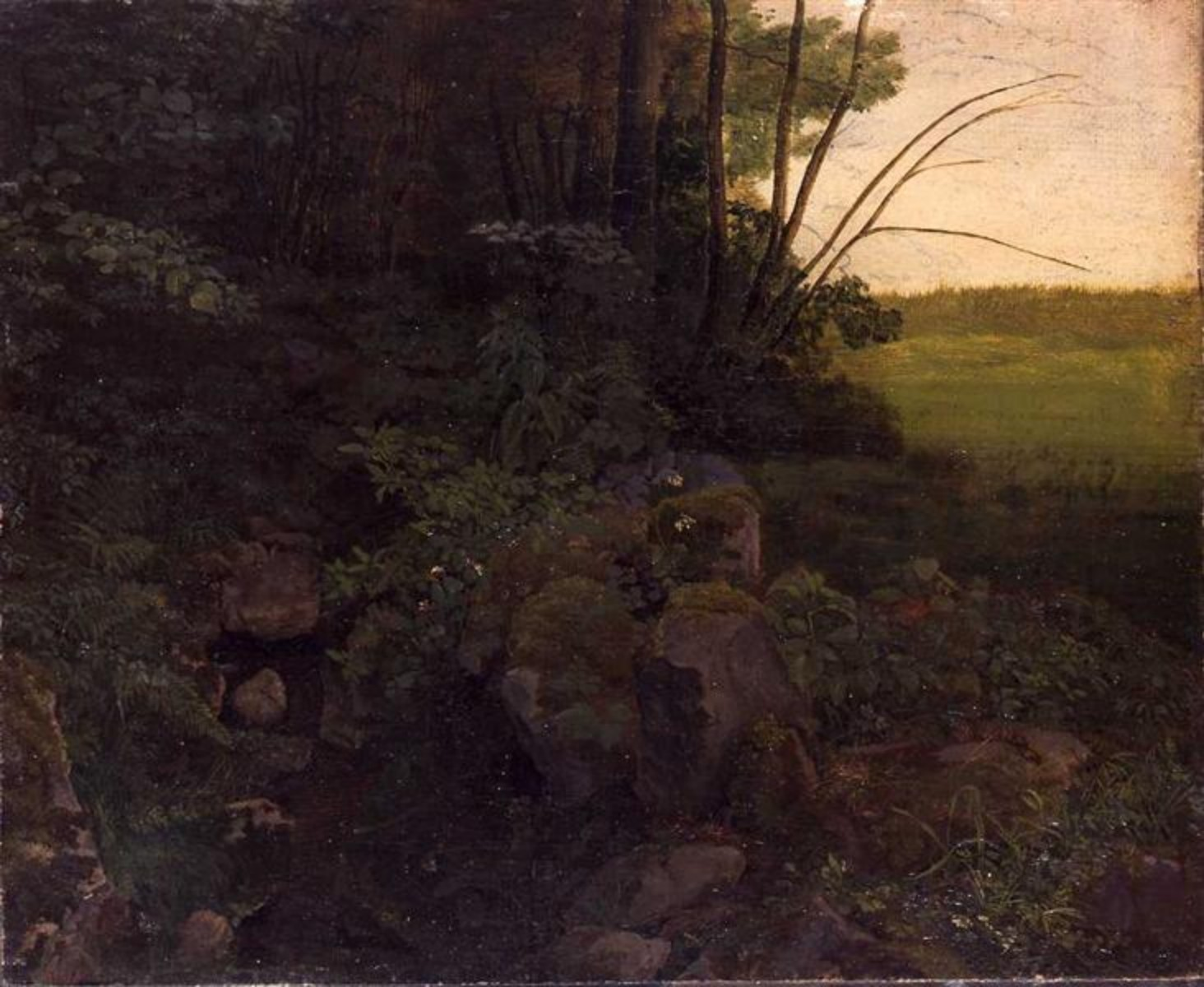
Am Waldesrand (1819–20)
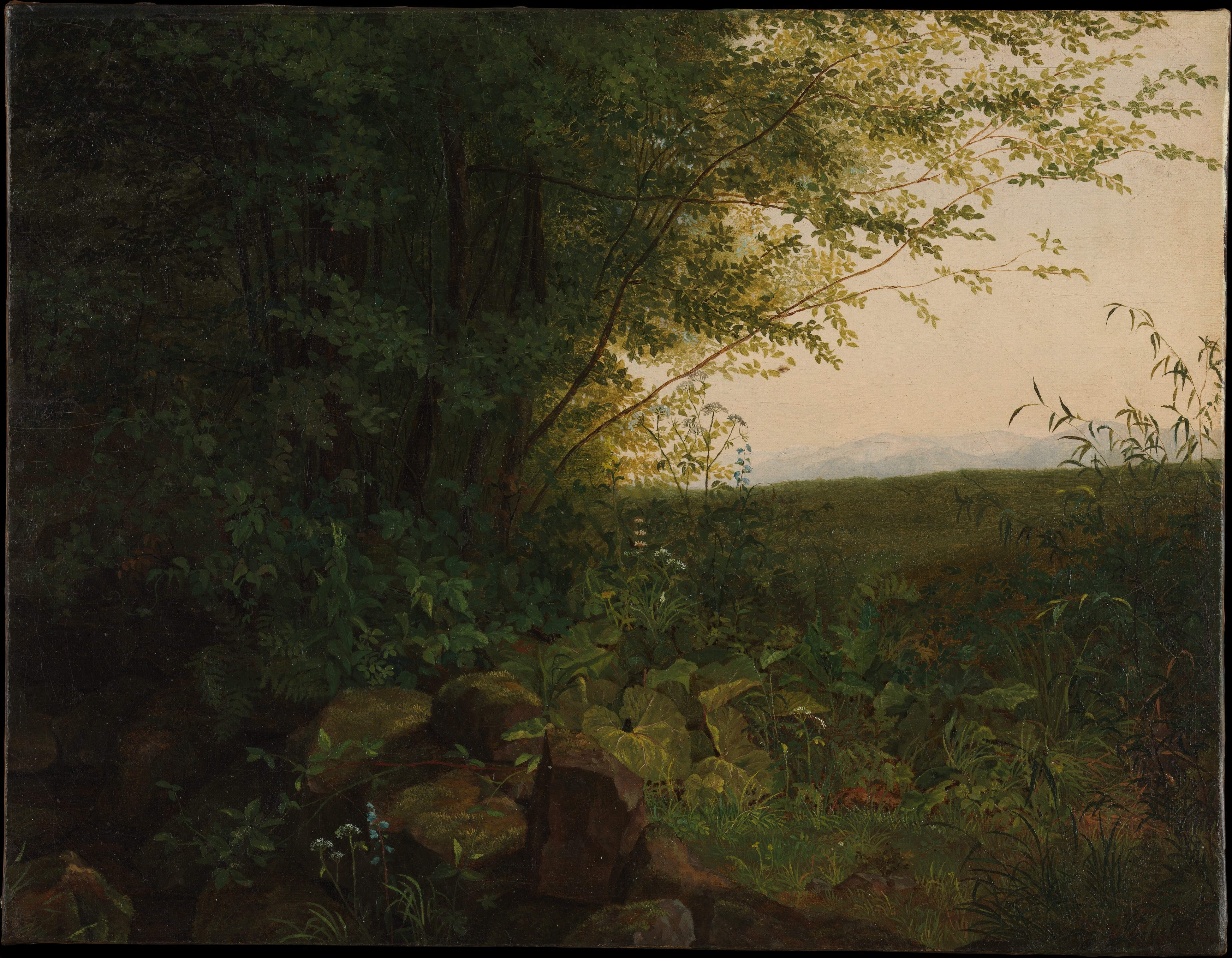
Am Waldesrand (1820)
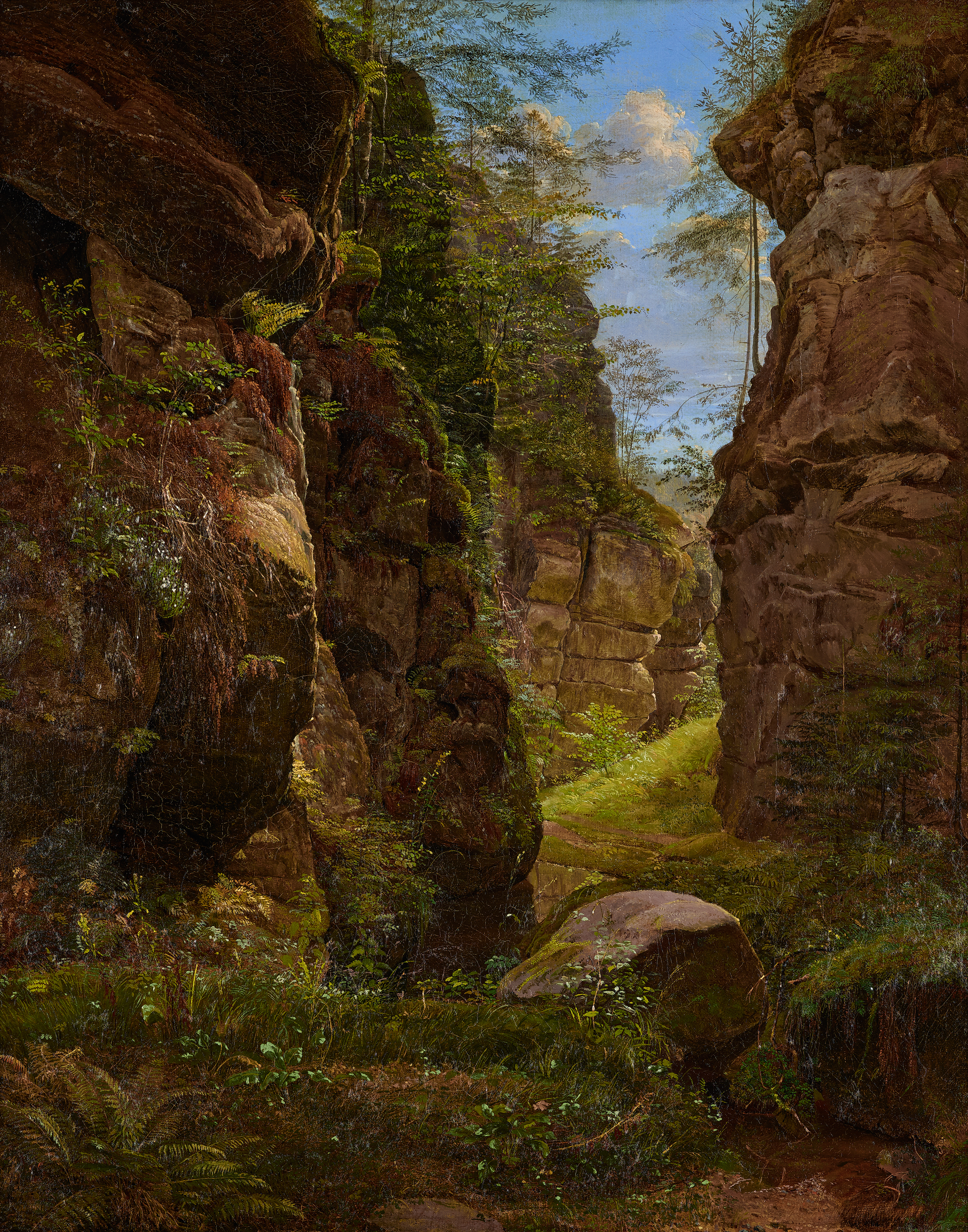
Felsenschlucht im Uttewalder Grund in der Sächsischen Schweiz (1820)
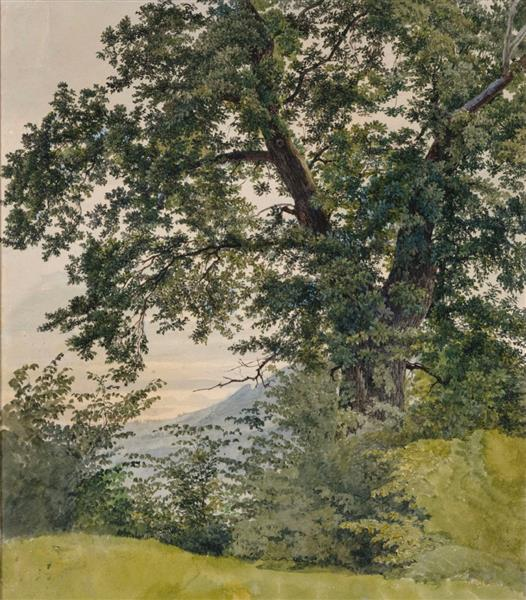
Baum in Landschaft (1821)
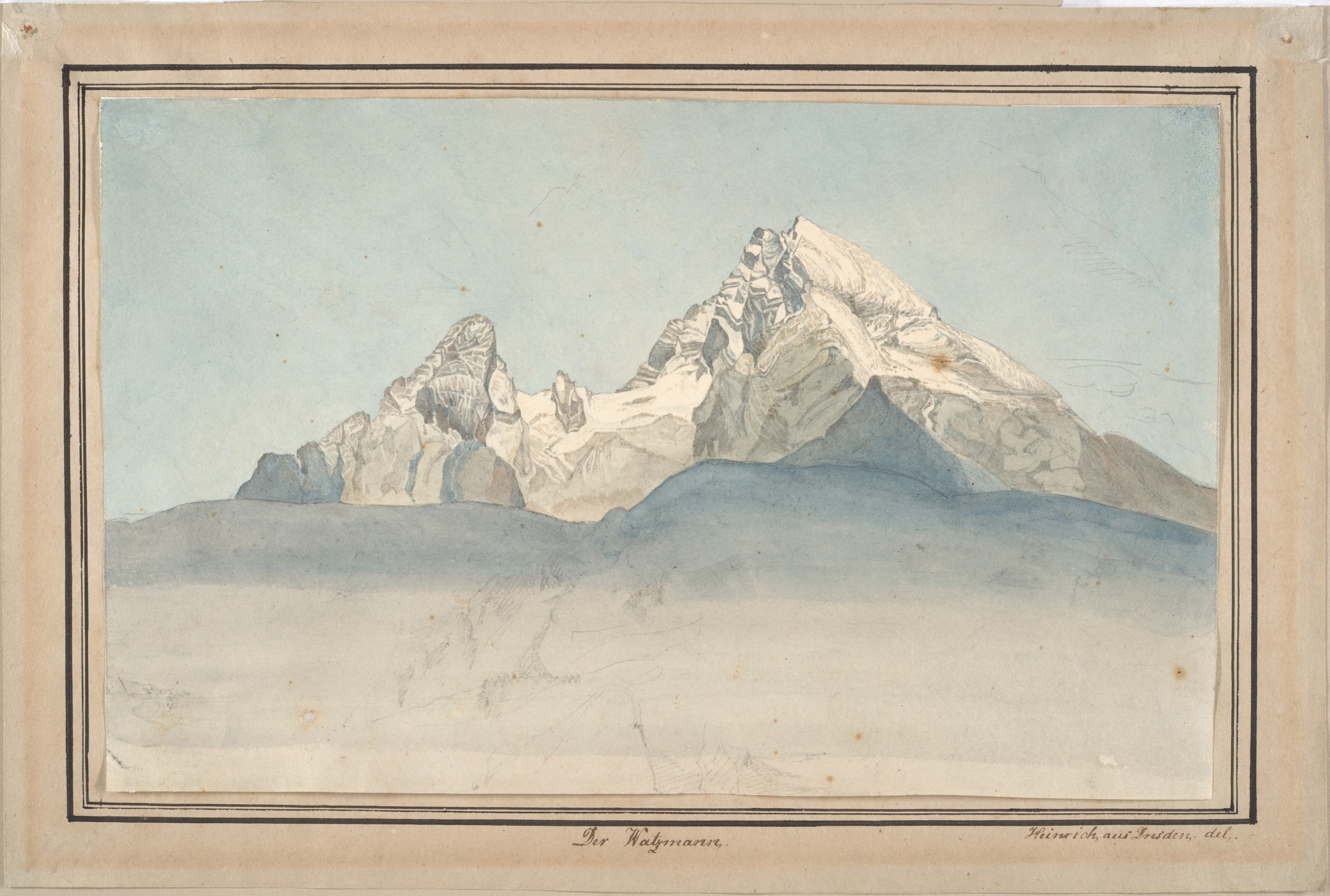
Der Watzmann von Nordosten (1820–22)
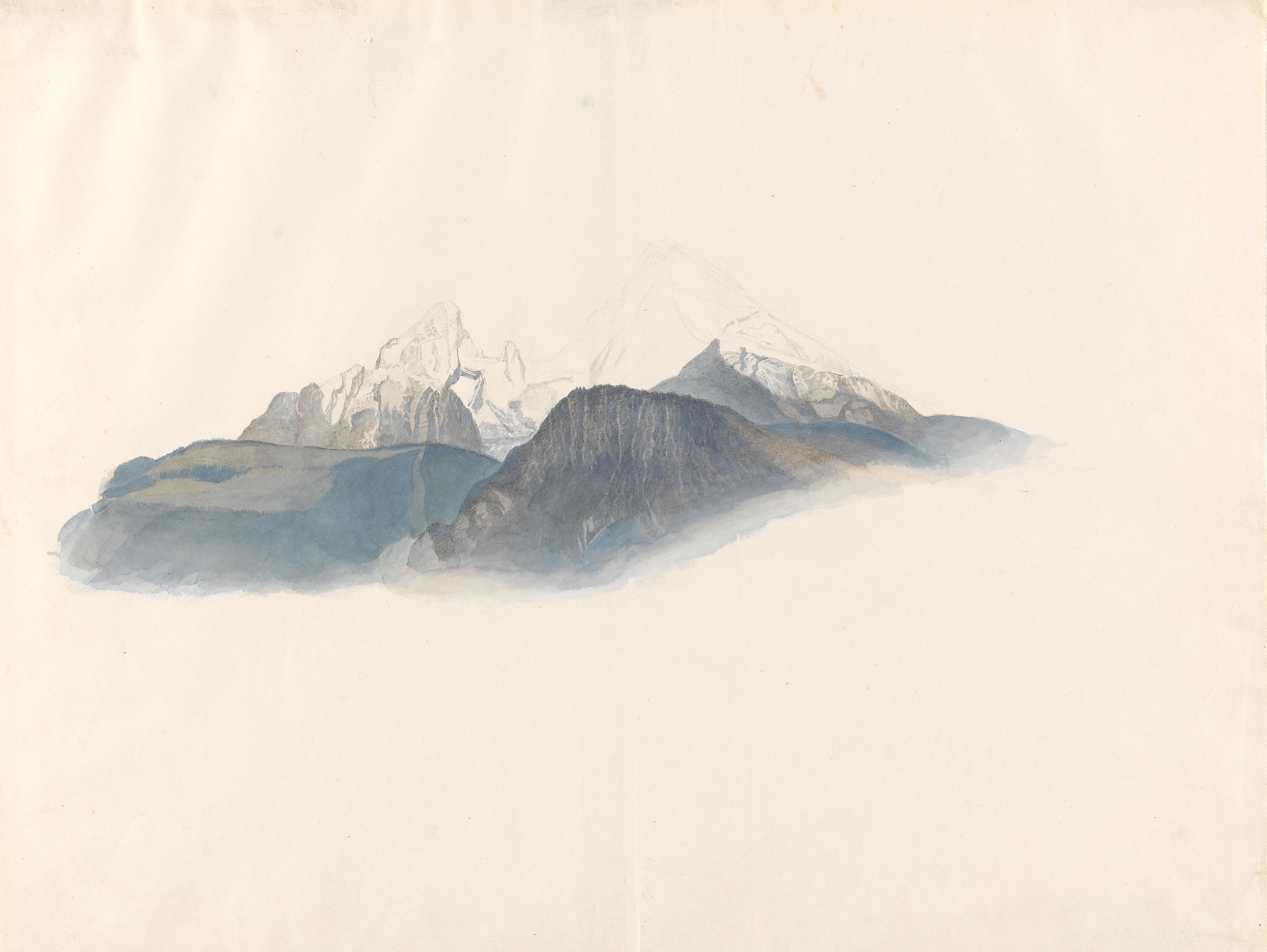
Vorgebirge des Watzmann (1820–22)
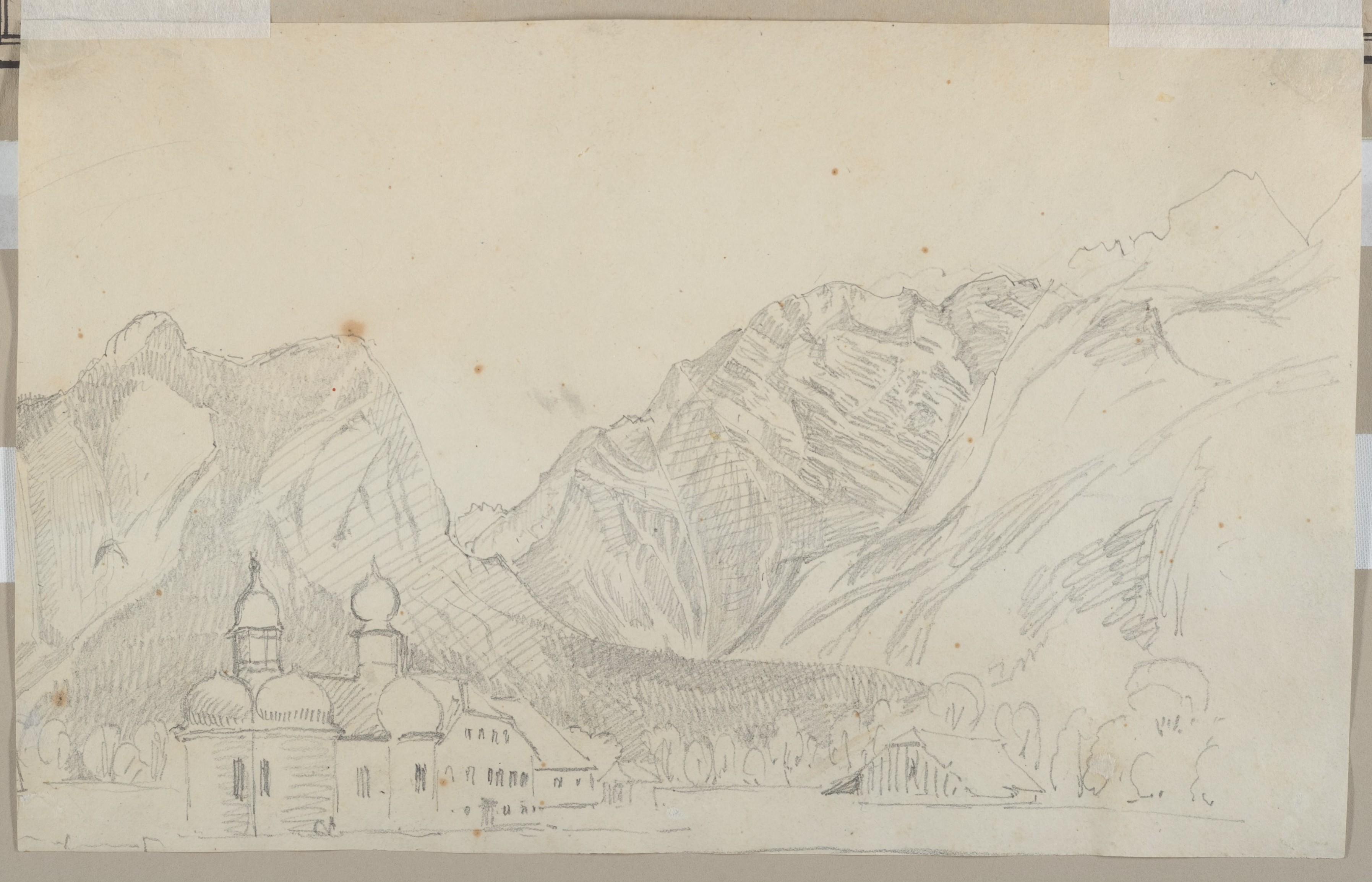
Der Watzmann von Nordosten (1820–22)
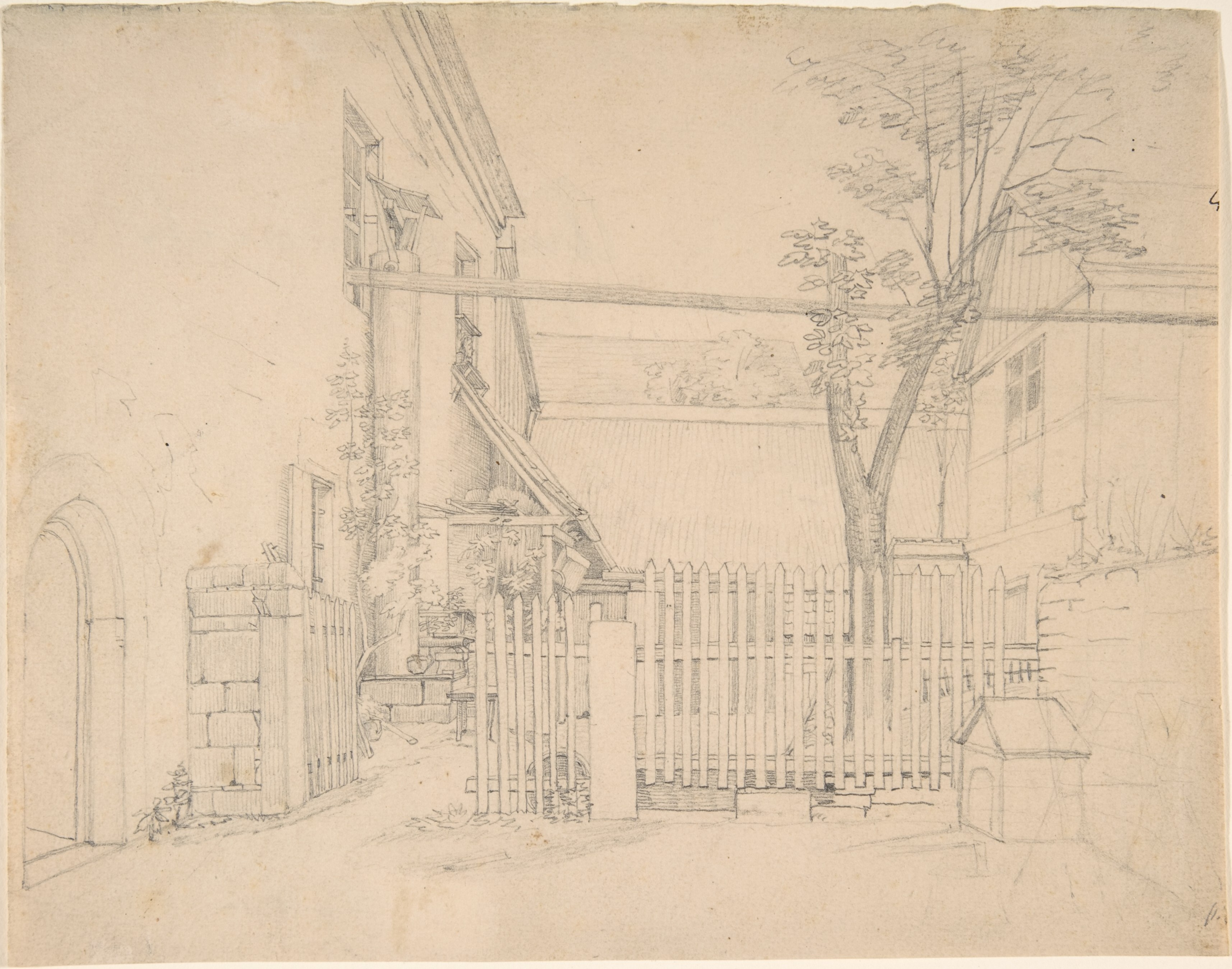
Blick auf einen Hof in Loschwitz